# Mylabris variabilis
Espèce
Mylabris variabilis, le mylabre inconstant, est une espèce d'insectes coléoptères de la famille des Méloidés.

## Dénomination
Nommé Mylabris (Mylabris) variabilis par Peter Simon Pallas en 1781.

### Synonymes
D'après BioLib (17 janv. 2015) :
- Meloe cichorii Linnaeus, 1767
- Mylabris hypocrita Mulsant, 1857
- Mylabris mutans Guérin de Méneville, 1834
- Mylabris similaris Mulsant, 1857
- Zonabris erivanica Pic, 1901

D'après INPN (17 janv. 2015) :
- Meloe cichorii Linnaeus, 1767
- Mylabris disrupta Baudi, 1878
- Mylabris hypocrita Mulsant, 1857
- Mylabris lacera Fischer von Waldheim, 1827
- Mylabris mutans Guérin de Méneville, 1834
- Mylabris similaris Mulsant, 1857
- Zonabris erivanica Pic, 1901

Pour M. Chinery, c'est Mylabris polymorpha.

## Caractéristiques

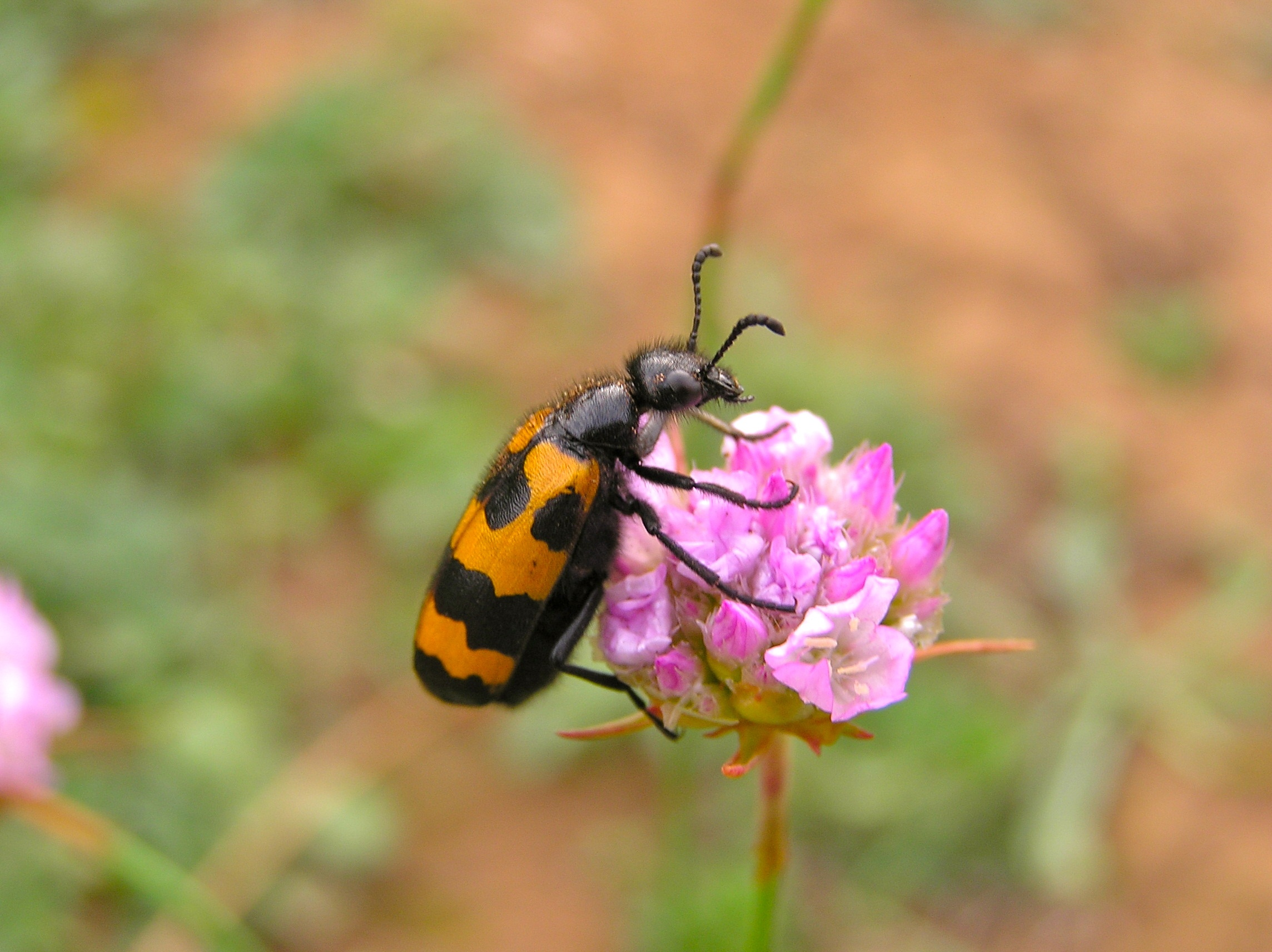
Mylabris variabilis (Hérault, France)

Ces coléoptères font de 7 à 16 mm de longueur. Ils sont très proches des Mylabris pannonica Kaszab, 1956 et ont aussi des élytres brun-jaune avec de larges rayures noires ondulées. Les taches claires des élytres peuvent varier non seulement par leur taille mais aussi par leur couleur. Les Mylabres inconstants se distinguent cependant de l'espèce voisine par une rayure noire sous le corps.

## Répartition géographique
Ces animaux se répartissent du bassin méditerranéen au bassin pannonien du Danube jusqu'en Hongrie et en République tchèque, où ils sont par endroits très fréquents. Ils sont aussi présents en Autriche. Ils volent de juin à septembre.